# Marvin Iraheta
Marvin Iraheta (Ciudad Ilobasco (El Salvador), 31 mei 1992) is een Salvadoraans voetballer die bij voorkeur als middenvelder speelt. Hij tekende in 2014 bij Alianza FC, dat hem transfervrij inlijfde.

## Carrière
Iraheta tekende op 25 januari 2012 bij Chivas USA zijn eerste profcontract. Robin Fraser, destijds coach van Chivas, beschreef hem als een hardwerkende middenvelder met veel vechtlust. Door een blessure die hij nog voordat het seizoen begon opliep miste hij een groot deel van zijn eerste seizoen. Hij maakte uiteindelijk zijn debuut voor The Goats op 2 maart 2013 in Chivas' eerste competitiewedstrijd van dat jaar tegen Columbus Crew. Hij speelde de volledige wedstrijd en droeg rugnummer 31. Aan het einde van het seizoen in 2013 werd hij van zijn contract ontbonden. In mei van 2014 tekende hij bij het Salvadoraanse Alianza FC. 